# Kurt Reinschke
Johannes Kurt Reinschke (geboren 22. September 1940 in Zwickau) ist ein deutscher Ingenieur, Mathematiker und Professor für Regelungs- und Steuerungstheorie.  

## Leben
Kurt Reinschke lebte als drittes und jüngstes Kind des Ingenieurs  und Baurats im technischen Schuldienst Eugen R. und seiner Ehefrau Liselotte geb. Bahlig bis 1950 in Aue/Erzgeb. Er besuchte die Oberschule in Cottbus/NL. und studierte von 1958 bis 1963  an der Abt. Mathematik und Physik der TH Dresden. Vom 2. bis 8. Semester war er als Hilfsassistent am Institut für Geometrie (Prof. Rudolf Bereis) angestellt, nacheinander für die Lehrgebiete Darstellende, Analytische und Differentialgeometrie. Er absolvierte den 6-semestrigen Kurs "Theoretische Physik" bei Prof. Wilhelm Macke und wählte als technisches Nebenfach "Baumechanik" (Prof. Günter Zumpe). Nach der Verteidigung seiner Diplomarbeit "Kondition linearer Gleichungssysteme" (Prof. Helmut Heinrich) wurde er wiss. Assistent am Institut für Mathematische Statistik. Angeleitet vom dortigen wiss. Oberassistenten Dr. Wolfgang Richter entstanden  seine ersten wiss. Veröffentlichungen auf dem Gebiet der Wahrscheinlichkeitstheorie über "Zentrale Grenzwertsätze für zufällige Elemente mit Werten  aus einem Hilbert-Raum". Parallel gingen aus der intensiven freundschaftlichen Zusammenarbeit mit Dipl.-Ing. Albrecht Reibiger  nützliche Forschungsergebnisse und Publikationen zur Analyse und Toleranzanalyse analoger elektrischer Schaltkreise hervor. 
Kurt Reinschke wurde 1966 zum Dr.-Ing. (Fakultät Elektrotechnik der TU Dresden) und 1969 zum Dr.rer.nat. (Sektion Mathematik der Bergakademie Freiberg) promoviert und habilitierte sich 1971 (an der TU Dresden nach dem vor der III. DDR-Hochschulreform geltenden Ritus). Er arbeitete ab 1965 im VEB Meßelektronik Dresden und lehrte seit 1968 als nebenamtlicher Hochschullehrer auf den  Gebieten „Zuverlässigkeit technischer Systeme“, „Rechnergestützter Schaltungsentwurf“, Informatik und Regelungstechnik in Dresden, Chemnitz, Ilmenau und Cottbus. Hauptamtlich war er ab 1978 am Zentralinstitut für Kybernetik und Informationsprozesse der Akademie der Wissenschaften der DDR in Dresden tätig. 1987 wurde er als ord. Professor an  die Sektion Mathematik und Naturwissenschaften der Hochschule für Bauwesen Cottbus berufen. 
Nach der deutschen Wiedervereinigung war Reinschke von 1991 bis 1993 Mitglied der Sächsischen Hochschulkommission. 1992 berief ihn der Sächsische Staatsminister für Wissenschaft und Kunst zum ord. Professor für Regelungs- und Steuerungstheorie an die Fakultät Elektrotechnik und Informationstechnik der Technischen Universität Dresden. Das gleichnamige Institut leitete er als Direktor  bis zu seinem Eintritt in den Ruhestand im Jahre 2007. Reinschke engagierte sich nach 1990 in wissenschaftspolitischen Fragen im Deutschen Hochschulverband (mehrere Wahlperioden als Vorsitzender des Landesverbandes Sachsen) und im Bund Freiheit der Wissenschaft (von 2004 bis 2014 als einer der drei Vorsitzenden).   
Seit 2012 ist er Seniorforschungsprofessor an der Technischen Universität Dresden.

## Schriften (Auswahl)
- Zuverlässigkeit von Systemen. Bd. 1, Systeme mit endlich vielen Zuständen. Berlin, Verlag Technik 1973.
- mit Igor' Alekseevič Ušakov: Zuverlässigkeitsstrukturen : Modellbildung, Modellauswertung. Berlin, Verlag Technik 1987.
- Multivariable Control: a Graph-Theoretic Approach. Berlin, Akademie Verlag 1988.
- Vergangenheitsbewältigung an den Hochschulen und der Akademie der Wissenschaften der DDR. In: Mut Nr. 277 (September 1990), S. 33–37.
- Menschen, Macht und Moral. Schwierigkeiten bei der geistigen Erneuerung in der ehemaligen DDR. (3 Teile). In: Mut Nr. 279–281.
- Die SBZ/DDR. Land des epigonalen Bolschewismus. In: Mut Nr. 291–292.
- Lineare Regelungs- und Steuerungstheorie: Modellierung von Regelstrecken; robuste Stabilität und Entwurf robuster Regler; Trajektoriensteuerung mit Folgeregelung; polynomiale Beschreibung von MIMO-Systemen; Zeitdiskrete und Abtastregelkreise; mit 104 Beispielen. Dresden, Springer 2005.
- mit Hendrik Richter: Local control of chaos: A Lyapunov approach. International Journal of Bifurcation and Chaos 8 (1998), S. 1565–1573.
- Erinnerung an Heinrich Kindler, erster Professor für Regelungstechnik an der TH Dresden. In: Automatisierungstechnik, München, Jg. 58, 2010, Nr. 6, S. 345–347.
- mit Matthias Lienert, Mike Schmeitzner: Wilhelm Jost. „Führer-Rektor“ der TH Dresden. In: Christine Pieper, Mike Schmeitzner, Gerhard Naser (Hrsg.): Braune Karrieren. Dresdner Täter und Akteure im Nationalsozialismus. Sandstein Verlag, Dresden 2012, ISBN 978-3-942422-85-7, S. 228–237.
- Lineare Regelungs- und Steuerungstheorie. 2. Auflage. Berlin; Heidelberg, Springer Vieweg 2014, ISBN 978-3-642-40959-2.